# Toru Araiba
Toru Araiba (新井場 徹, Araiba Toru, né le 12 juillet 1979 à Hirakata, préfecture d'Osaka) est un joueur de football japonais. 
Ce défenseur arrière gauche complet joue naturellement du pied droit mais peut utiliser les deux pieds pour frapper le ballon.

## Carrière
Araiba est un produit du centre de formation de Gamba Osaka. Il est sélectionné avec l'équipe du Japon pour la Coupe du monde de football des moins de 17 ans 1995. Il a fait deux apparitions en équipe première de Gamba en 1997 alors qu'il fait toujours partie de l'équipe de jeunes, et signe un contrat professionnel en 1998, à partir de quand il commence à jouer régulièrement pour l'équipe première. 
Il reçoit une convocation pour l'équipe nationale par Philippe Troussier en 2001, mais n'entre pas en jeu. En 2004, il signe à Kashima Anters, avec lequel il remporte le championnat du Japon (J. League Division 1) en 2007, 2008 et 2009 et la Supercoupe du Japon en 2009.